# 8-man
8-man (8マン), of ook wel Eight-Man (エイトマン Eitoman), is een Japanse manga- en anime-superheld, gecreëerd door sciencefictionschrijver Kazumasa Hirai en mangatekenaar Jiro Kuwata in 1963. 8-man is een van de eerste manga- en animeseries met een cyborgsuperheld, een trend die later gevolgd werd met series als Kamen Rider en was schijnbaar een van de inspiraties achter de film RoboCop.
De manga werd gepubliceerd in Weekly Shōnen Magazine van 1963 tm 1966.  Een anime serie, geproduceerd door Eiken samen met TCJ Animation Center, werd uitgezonden op Tokyo Broadcasting System van 1963 tm 1964, en was 56 afleveringen lang.

## Plot
Nadat hij vermoord wordt door criminelen, wordt politierechercheur Yokoda's lichaam naar Professor Tani gebracht en gebruikt in een experiment dat al zeven keer eerder is mislukt. Met succes wordt de levenskracht van Yokoda overgebracht naar een mechanisch lichaam en Yokoda wordt herboren als de cyborg 8-Man. Hij bezit een kogelbestendige huid, kan rennen tot onmogelijke snelheden en kan zijn uiterlijk veranderen in dat van anderen als vermomming. Na zijn wedergeboorte neemt Yokoda de naam Hachiro Azuma aan en keert terug naar de politie. Hij behoudt zijn identiteit als 8-Man verborgen – alleen Professor Tani en zijn baas Tanaka weten hiervan af. Als 8-Man vecht Hachiro tegen misdadigers, waaronder diegenen verantwoordelijk voor zijn dood. Om zichzelf op te laden rookt hij “energie”-sigaretten, die hij altijd bij zich draagt.
In de Amerikaanse versie heet zowel de serie als Hachiro Tobor, the 8th man.  Ook werden de verhalen aangepast voor een jonger publiek.

## Ontvangst
8-Man stond nummer 9 on Mania Entertainment's 10 Most Iconic Anime Heroes.